# غودفري هربرت
غودفري هربرت (بالإنجليزية:  Godfrey Herbert)‏ كان ضابطًا في البحرية الملكية البريطانية، وأحيانًا يُطلق عليه بارالونغ هربرت نسبة إلى الحادثة الشهيرة التي وقعت في الحرب العالمية الأولى وهي حوادث بارالونغ. في مهنة بحرية من عام 1898 إلى عام 1919، ومع العودة إلى العمل بين عامي 1939 و 1943 و في الحرب العالمية الثانية، كان لهربرت عدة لقاءات قريبة مع الموت.
ولدت غودفري هربرت في 28 شباط عام 1884،
في كوفنتري. كان والده محاميا جون هربرت.